# Alison Gregorka
Alison Gregorka, född 29 juni 1985 i Ann Arbor, Michigan, är en amerikansk vattenpolospelare. Hon ingick i USA:s OS-lag vid olympiska sommarspelen 2008. Gregorka gjorde fem mål i den olympiska vattenpoloturneringen i Peking där USA tog silver.
Gregorka var med om att vinna vattenpoloturneringen vid Panamerikanska spelen 2007. VM-guld tog hon i samband med världsmästerskapen i simsport 2007 i Melbourne  och världsmästerskapen i simsport 2009 i Rom.